# Autarkia Shii-take Bier
Autarkia Shii-take Bier was een Nederlands blond bier met een aroma van shiitake-paddenstoelen. Het werd gebrouwen door de Bierbrouwerij te Oijen (NB). 
Het bier werd in opdracht van de ambachtelijk-biologische shiitake-kwekerij Autarkia uit Schaijk gebrouwen.